# 馬莫雷河

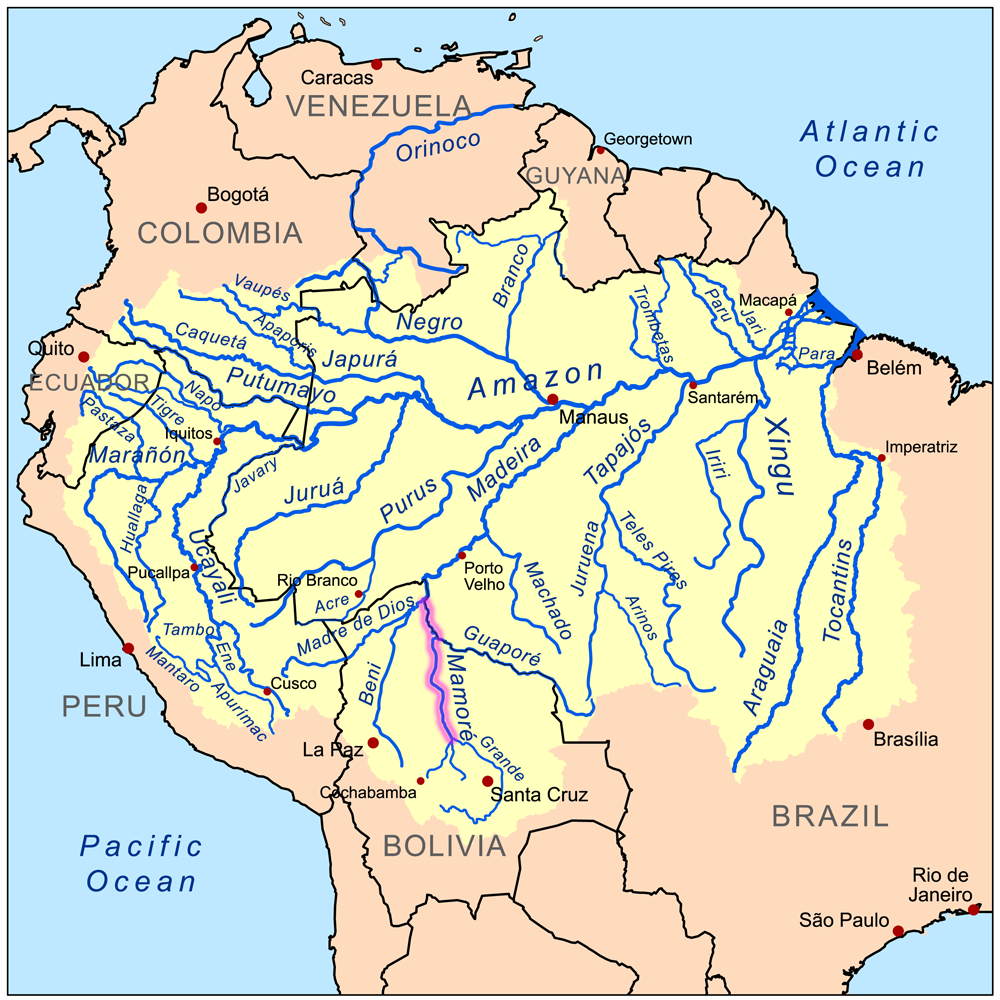
亞馬遜盆地（紫色為馬莫雷河）

馬莫雷河（Río Mamoré）是玻利維亞的大型河流，也是亞馬遜河的主要支流之一，河道全長約1,900公里（1,200英哩），平均流量為每秒11,649立方米，流域面積241,660平方公里。
10°23′S 65°23′W / 10.383°S 65.383°W